# Apolima
Apolima – najmniejsza z czterech zamieszkanych wysp, wchodzących w skład terytorium Samoa. Wyspa położona jest w Cieśninie Apolima pomiędzy dwiema głównymi wyspami Savaiʻi i Upolu. W 2006 roku na wyspie mieszkało 75 osób. Wyspa znajduje się w dystrykcie Aiga-i-le-Tai.